# Euphrasia vinacea
Euphrasia vinacea là loài thực vật có hoa thuộc họ Cỏ chổi. Loài này được Y.Sell & Yeo mô tả khoa học đầu tiên năm 1962.